# Perithelphusa buettikoferi
Perithelphusa buettikoferi is een krabbensoort uit de familie van de Gecarcinucidae. De wetenschappelijke naam van de soort is voor het eerst geldig gepubliceerd in 1899 door De Man.